# Guy Ferrer
 (juillet 2014).
 (août 2021).
Il peut être nécessaire de l'améliorer pour respecter le principe de neutralité de point de vue. Veuillez consulter la page de discussion pour plus de détails.

Guy Ferrer, né à Alger le 10 juillet 1955, est un sculpteur et peintre français.

## Biographie
Guy Ferrer développe une carrière internationale balisée d’expositions en de nombreux musées et galeries.
Il a reçu plusieurs commandes du gouvernement français[réf. nécessaire] : 	
- sculpture monumentale pour l’ambassade de France à Singapour;
- grande fresque peinte pour l’ambassade de France à Bakou en Azerbaïdjan;
- bronze pour le site central du Ministère des Affaires étrangères à l’Imprimerie nationale, Paris.

L’O.C.D.E. à Paris possède et expose en permanence l’œuvre intitulée Liberté-Égalité -Fraternité[réf. nécessaire], et plusieurs grandes entreprises françaises ont sollicité son partenariat artistique pour les accompagner dans leurs démarches[réf. nécessaire] : Champagne Nicolas Feuillatte, magasin Au Bon Marché, vignobles du Bordelais, Lefranc & Bourgeois, Champagne Jacquart...

## Expositions

### Expositions personnelles
1989
- Galerie Koralewsky, Paris

1991
- Vif-Argent - Galerie du Sénat, Paris

1992
- Espace culturel Paul Ricard, Paris
- Galerie Brochier, Munich (Allemagne)

1993
- D’or et de boue - Galerie Lise et Henron de Menthon, Paris
- D’or et de boue - Galerie Brochier, Munich (Allemagne)
- Galerie Phénix, Paris
- Trazas - Exposition organisée par le LABAC, Fondation Internationale pour les Arts et la Culture, Université de Caracas (Venezuela)

1995
- Espace Brenet-Nicolai, Marseille
- Galerie Lise et Henri de Menthon, Paris
- Opening Exhibition - Centre Culturel de l’Espal, Le Mans
- Trois États du temps - Fondation Coprim pour l’Art contemporain, Paris[2]

1996
- Silences - Galerie Virus, Antwerp (Belgique)
- SI-NO-SI : Signo-Humano-Sἱmbolo - Musée d'art contemporain de Caracas (Venezuela)

1997
- Galerie Kouros, New-York (États-Unis)
- Centre Saddam Hussein, Bagdad (Irak)
- Galerie Chac-Mool, Los Angeles (États-Unis)
- Galerie Chantal Mélanson, Annecy
- Ambassade de France, Amman (Jordanie)
- Galerie Frédéric Sagot, Paris
- Galerie Olivier Nouvelet, Paris

1998
- Galerie Frédéric Sagot, Paris
- Galerie Chantal Mélanson, Annecy
- Galerie Shakan, Lausanne (Suisse)

1999
- ErinTrunel Space, Laguna Beach (États-Unis)
- Galerie Modes d’Expression, Perpignan

2000
- Salon Art-Paris - Galerie Chantal Melanson, Annecy
- Galerie Shakan, Lausanne (Suisse)
- Galerie de l’Europe, Paris
- Manoir de Bécheron, Saché
- Galerie Adler, Gstaad (Suisse)
- Galerie M.M.G., Tokyo (Japon)

2001
- Musée Français de la Carte à Jouer et Médiathèque, Issy-les-Moulineaux
- Galerie Aart Masters et Château Trocard, Saint Émilion
- Peintures - Musée de la Grande Loge de France, Paris
- Peintures - Sculptures - Association Art'Ensemble, Marcoussis

2002
- Réalisation d'un grand espace atelier / habitation à Saint-Ouen. Création de mobilier spécifique (tables, vasques, meubles, mur végétal…)

2003
- Galerie Roger Castang, Perpignan

2004
- Chapman University, Orange (Californie, États-Unis)
- Marcheurs d'Infini - Galerie Chantal Mélanson, Annecy
- Le Corps-Outil - Château de Saint-Ouen

2005
- Gallery Saint-Germain, Los Angeles (États-Unis)
- Galerie Gilles Naudin, Paris
- Galerie MMG, Tokyo (Japon)
- Peace on Earth - S.C.A.P.E. Gallery, Corona del Mar (Californie, États-Unis)

2006
- Galerie Nathalie Gaillard - Centre AXA, Paris
- Hôtel Le Meurice, Paris
- Galerie Roger Castang, Perpignan

2007
- T.O.L.É.R.A.N.C.E à la Monnaie - Cour d’honneur de la Monnaie de Paris
- Territories - S.C.A.P.E. Gallery, Corona del Mar (Californie, États-Unis)
- Art Paris-Abu Dhabi - Foire d'Art contemporain (avec Galerie Nathalie Gaillard), Abu Dhabi (Émirats Arabes Unis)
- Triptyque - Salon d’art contemporain - Exposition de sculptures monumentales avec la Galerie Gilles Naudin, Angers
- African Influence - Galerie Gilles Naudin, Paris
- Alter Ego Itinerantes - Double exposition organisée par le Ministère français des Affaires Etrangères et les Alliances Françaises de Lima et Arequipa. Expositions à l’I.C.P.N.A. (Instituto Cultural Peruano Norte Americano) à Lima, et Museo de Arte Contemporàneo à Arequipa (Pérou)
- Golden Man - Ambrogi-Castanier Gallery, Los Angeles (États-Unis)
- Visages-Paysages - Attis Art Gallery, Washington (États-Unis)
- T.O.L.É.R.A.N.C.E n° 1/8" - Installation publique pérenne de la sculpture - Parc Victor Hugo, Saint-Ouen

2008
- T.O.L.É.R.A.N.C.E n° 2/8 - Installation publique pérenne de la sculpture - Palais du Gouvernement, Abu Dhabi (Émirats Arabes Unis)
- Art Paris-Abu Dhabi - Foire d’art contemporain (avec Galerie Nathalie Gaillard), Abu Dhabi (Émirats Arabes Unis)
- Art-Elysées - Foire d’art contemporain (avec Galerie Gilles Naudin), Paris
- Du vent dans les branches - Co-invité d’honneur - Exposition de sculptures monumentales - Jardin du Luxembourg, Paris
- Témoins d’Entre-Temps  - Ancienne Justice de Paix et Atelier du Lavoir – Association Athéna, Sarlat-en-Périgord

2009
- Galerie Chantal Mélanson, Annecy
- Fragiles Résistances - Galerie Nathalie Gaillard, Paris[2]
- T.O.L.É.R.A.N.C.E et Œuvres récentes - Die Galerie et Université Goethe, Franckfort (Allemagne)
- Elsewhere Brothers - Institut Français d’Afrique du Sud, Nirox Foundation et Everard Read Gallery, Johannesburg (Afrique du Sud)
- Puls’Art - Invité d’honneur -  Collégiale Saint-Pierre-la-Cour, Le Mans

2010
- Racines - Galerie Gilles Naudin, Paris
- Salwa Zeidan Gallery, Abu Dhabi (Émirats Arabes Unis)
- Die Galerie, Séoul (Corée)

2011
- Alliance Française de Shanghai (Chine)
- Alliance Française de Pékin (Chine)
- Galerie Xin Dong Cheng, Pékin (Chine)
- L'Invité des Rois - Palais des Rois de Majorque (avec Galerie Roger Castang), Perpignan
- Galerie Patrick Bartoli, Marseille

2012
- Xun Contemporary, Beijing (Chine)
- Lille Art Fair – Espace central du Salon (avec 3 galeries associées : GNG, Castangalerie et Ricard Nicollet)
- Xun Gallery, Shanghai (Chine)

2013
- T.O.L.É.R.A.N.C.E n° 3/8 - Installation publique pérenne de la sculpture - Quartier de Port Marianne, Montpellier
- Résidence de création + exposition au National Art Museum, Xiamen (Chine) - curateur Xun Art Gallery

2014
- OR'aisons - Galerie Chantal Melanson, Annecy (France)
- “T.O.L.E.R.A.N.C.E” et “NON-La Guerre” - Campo Santo et Chapelle de la Funeraria, Perpignan (France)
- “T.O.L.E.R.A.N.C.E” et “NON-La Guerre” - Couvent des Minimes, Perpignan (France)
- Échos de Chine - avec Sophie Deschamps/Nathalie Gaillard et la Fondation Coffim - Galerie 104, Paris

2015
- Solo Show – avec SUD Gallery – Beirut Art Fair, Beyrouth (Liban)[3]
- “T.O.L.E.R.A.N.C.E” – Parvis de la Cité Médiévale de Carcassonne, Carcassonne (France)[4]
- Réceptacles - Galerie Castang Art Project, Perpignan (France)
- 5* Hotel de la Cité, Carcassonne (France)
- Autour de La Grande Famille - avec Nathalie Gaillard et Sophie Deschamps - Paris
- Peintures et Sculptures récentes – avec Nathalie Gaillard et Sophie Deschamps - Galerie 104 Kléber, Paris

2016
- Festival of Faiths, Louisville (États-Unis)[5]
- Solo Show – avec SUD Gallery – Beirut Art Fair, Beyrouth (Liban)
- Galerie Chantal Mélanson, Annecy (France)
- Collector – Banque Nationale de Paris, Paris (France)
- Galerie Christine Colon, Liege (Belgium)
- Révélations - Everard-Read Gallery, London (England)
- Envies d'écrire, sourire et dessiner - RNG Art Contemporain - Paris (France)

2017
- Art Montpellier - Castang Art Project - Espace Aréna, Montpellier (France)
- Gilles Naudin Galerie, Paris (France)
- Un chemin initiatique, Témoins de bronze - Rétrospective en plein air - Saint-Cyprien (France)

2018
- Everard Read Gallery - Johannesburg (Afrique du Sud)
- Galerie Patrick Bartoli, Marseille (France)

2019
- Bogéna Galerie, Saint-Paul-de-Vence (France)
- Square André Chénier et Musée des beaux-arts, Carcassonne (France)
- Everard-Read Gallery, Londres (Angleterre)
- Galerie Christine Colon, Liège (Belgique)

2020
- Xun Art Gallery, Shanghai (Chine) et Luxembourg-Ville (Luxembourg)

2021
- Galerie Christine Colon, Liège (Belgique)
- Centre d'art contemporain, Musée d'art Hyacinthe Rigaud et galerie Castang Art Project, Perpignan (France)

### Expositions collectives
1985
- Action d’union pour la relance artistique / AURA - 2ème compétition internationale, Toulouse
- Novembre à Vitry - Vitry-sur-Seine

1986
- Violet, Paris

1987
- Action d’union pour la relance artistique / AURA - 4ème compétition internationale, Toulouse

1990
- SAGA - Édition de la sculpture Ombrelle - Monnaie de Paris, Paris
- Galerie du Sénat - Salon des antiquaires - Espace Champerret, Paris

1991
- Action Battistoni, Paris
- Galerie Lise et Henri de Menthon, Paris
- SAGA - Monnaie de Paris, Paris
- Salon de Vitry, Vitry-sur-Seine
- 46ème Salon de Mai - Grand Palais, Paris
- 36ème Salon de Montrouge - Montrouge
- Salon d’arts plastiques, Marne-la-Vallée

1992
- French/American Art Exchange - The Wetherholt Galleries, Washington (États-Unis)
- 1ère biennale des pays francophones, Melun-Sénart
- Galerie Citadella, Prague
- Jeune et toiles - Parc floral de Paris, Paris

1993
- 38ème Salon de Montrouge - Montrouge
- SAGA - Atelier Lacourière et Frélaut, Paris
- Salon de Bagneux
- 12ème Salon d’Arts plastiques, Marne-la-Vallée
- Paris-Washington : French-American Art exchange - Association « Arts et Toiles » - Gare Montparnasse, Paris
- Groupe de quatre - Galerie Lise et Henri de Menthon, Paris

1994
- French Prestige Art Exhibition - Taipei (Taiwan)
- Galerie l’Œil Soleil, Cliousclat
- 10ème Salon MAC 2000 - Espace Eiffel-Branly, Paris
- Art au marché - Saint-Cloud
- L’Autoportrait ou Le miroir éclaté - Fondation Coprim, Paris
- MIR : des images pour la paix - Galerie Bercovy-Fugier - Pavillon Tusquet, La Villette-Paris
- Galerie Lise et Henri de Menthon, Paris

1995
- S.I.A.C., Strasbourg
- Manifestation d’Art Nouveau International et Forum / MANIF, Séoul (Corée)
- D’un format à l’autre - Galerie Lise et Henri de Menthon, Paris
- Façade - Galerie Lise et Henri de Menthon, Paris
- Propos d’artistes - Galerie Bouvet-Ladubay, Saumur
- Triennale européenne de sculptures - Jardin des Plantes, Paris
- Atelier 1 - Association « La Source », La Géroulde
- Ouvertures - Exposition inaugurale du nouvel espace culturel Paul Rocard, Paris
- Propos d’artistes (suite) - Abbaye de l’Épau, Le Mans
- Propos d’artistes - Société Lefranc Bourgeois / Fondation Coprim, Paris
- Dessins et photos des collections municipales - Vitry-sur-Seine
- Femme du temps jamais - Fondation Coprim, Pairs
- Paysage de la mémoire - Fondation Coprim

1996
- Salon d’octobre, Brive
- Propos d’artistes II - Fondation Corpim, Paris
- SAGA - Espace Novotel - Espace Eiffel-Branly, Paris
- Fondation Cartier - Vente aux bénéfices pour l’association «  La Source », Paris
- Propos d’artiste - Musée d’art contemporain, Louviers
- Cherry Creek Arts Festival - Denver (Colorado, États-Unis)
- French Summer in L.A. - Chac-Mool Gallery, Los Angeles (Californie, États-Unis)
- Metropole Palace Hôtel, Monte Carlo (Monaco)
- Arcos da Lapa - Projection extérieure de photographie monumentale, Rio de Janeiro (Brésil)
- Paysages de la mémoire - Fondation Coprim, Paris

1997
- Musée d’art contemporain, Louviers
- Acquisitions récentes - Musée d’Art Contemporain de Caracas Sofia Imber (Venezuela)
- Palais des Congrès, Saint-Étienne
- Galerie Frédéric Sagot, Paris
- Galerie Lise et Henri de Menthon (avec les éditions Garnier Nocera), Paris
- Salon d’Arts plastiques, Marne-la-Vallée

1998
- Espace Kiron, Paris
- Galerie Frédéric Sagot, Paris
- Fondation Coprim, Paris
- Europ’Art - Genève (Suisse)
- Salon d’Arts plastiques, Marne-la-Vallée

1999
- Galerie Christine Phal, Paris
- Orange County Museum of Art, Newport Beach (États-Unis)
- Les Sculpteurs et l'Animal dans l’art du XXe siècle - Monnaie de Paris, Paris
- Espace culturel Paul Ricard, Paris
- Opéra de Massy, Massy
- Salon d’art plastiques - Invité d’honneur, Marne-la-Vallée
- 18ème Salon d’art contemporain - Angers
- Maison de l’Étang - Avec Art Accès, Louveciennes

2000
- Salon Art-Paris - Carrousel du Louvre, Paris
- Foire Artenîm - Nîmes
- Foire de Gand (Belgique)
- Salon d’Art Contemporain - Angers
- Ancienne Justice de Paix, Saint-Cyprien-en-Périgord
- L'Art dans la Ville - Exposition de Sculptures en plein air, Saint-Étienne
- Orange County Museum of Art, Newport Beach (États-Unis)
- Galerie Pascal Vanhoecke, Cachan
- Surprise d’Artistes - Galerie Courant d’Art, Paris
- Hommage à la Gravure - Galerie Chantal Mélanson, Annecy

2001
- Les Sculpteurs et l'Animal - Musées de Fukushima, Kirishima, Yamanashi et Mie (Japon)
- Salon Artuel - Beyrouth (Liban)
- 6ème Biennale Européenne de Sculpture - Jardin des Plantes, Paris
- Musée Poirel, Nancy
- Foire Artenîm, Nîmes
- St’Art - Strasbourg
- Art of Dining, Newport Beach (Californie, États-Unis)

2002
- La Force de l'Esprit : 30 Artistes contre la maladie d'Alzheimer - Vente aux Enchères à l'Espace Pierre Cardin et Drouot Montaigne, Paris
- 3ème Festival de Sculpture Monumentale - Esplanade du Donjon, Sainte Geneviève des Bois

2003
- Galerie Nathalie Gaillard, Paris
- Opening - S.C.A.P.E. Gallery - Corona del Mar (Californie, États-Unis)
- Hôpital européen Georges-Pompidou - Paris : exposition coordonnée par l'Association « Art et Espoir » pour le soutien des grands malades
- Corps à Corps - Conseil général du Val-de-Marne, Fontenay-sous-Bois
- New Works : 6 Artists - 6 Weeks - Diana Nelson Fine Arts Gallery, Pasadena (Californie, États-Unis)

2004
- Noël des Alpes - Sculptures dans la ville, Annecy
- Œuvres Récentes – Galerie Courant d’Art au Village Royal, Paris
- Art' 4 - Palais des Congrès (avec la galerie Roger Castang), Perpignan

2005
- Les sculptures sont dans le jardin - Centre d'Affaires Paris Trocadéro (avec la Galerie Nathalie Gaillard), Paris

2006
- Saint-Germain Gallery - Los Angeles (États-Unis)
- Biennale de la Ville de Mitry-Mory
- Galerie Nathalie Gaillard, Paris

2007
- 7ème Biennale d’Issy-les-Moulineaux
- Triptyque - Galerie Gilles Naudin, Paris
- Au-delà du Corps - 4ème biennale d’Art contemporain, Aixe-sur-Vienne
- Art Miami - Ambrogi-Castanier Gallery, Los Angeles - Miami (États-Unis)
- Shanghai Art Fair - Ambrogi-Castanier Gallery, Los Angeles (États-Unis) - Shanghai (Chine)
- Salon d’art contemporain - Exposition de sculptures monumentales (avec la galerie Gilles Naudin), Angers

2008
- Art Sénat - T.O.L.É.R.A.N.C.E dans le Jardin du Luxembourg, Paris
- Art’4 - Palais des Congrès (avec la Galerie Roger Castang), Perpignan
- Art dans la Ville - Espace 1789, Saint-Ouen

2009
- Triennale de sculptures Zamek - Poznan (Pologne)
- Mosaïques - Guy Ferrer, Guy Péqueux, Vladimir Velickovic... - Pont-Sainte-Marie
- Passions croisées - Objets de la collection d’ethnographie de Pascal Lacombe et œuvres de Guy Ferrer - Galerie Roger Castang, Perpignan
- Original lithographs : dream and revolution of artists and MMG - Utsunomiya museum of art (Japon)
- Art Paris - Grand Palais (avec Galerie Nathalie Gaillard), Paris

2010
- Galerie Roger Castang - Espace Roset, Perpignan

2011
- Biennale 2011, Issy-les-Moulineaux
- Collection Lefranc & Bourgeois – Musée de Tessé, Le Mans
- Hommage à Joaquim Vital – Galerie Baudouin Lebon, Paris
- Rituels de terre - Pascal Lacombe (ethnographie) & Guy Ferrer (peintures) - La Flèche

2012
- Château Royal de Collioure et Maison de la Catalanité, Perpignan
- Chapelle Sainte Anne, Tours
- Xun Comtemporary Gallery, Beijing (Chine)

2014
- Affinités - Musée de Xiamen (Chine)
- Beyrout Art Fair - Beyrouth (Liban)
- Exposition inaugurale - Galerie Castang Art Project, Perpignan
- Les Flâneries d’Aix : Aix en Œuvres - Aix en Provence
- Exposition d’hommage à Michel Bentolila - Saint-Ouen

2015
- M'dina Cathedral Contemporary Art Biennale - La Valette (Malte)
- Passion Française - Xun Art Gallery - Shijiazhuang Museum, Shijiazhuang (Chine)

2016
- Chinese New Year : Four European Artists - Xun Art Gallery, Beijing (China)
- 100 Heads - Die Galerie, Frankfurt (Allemagne)
- Opening Group Show - Everard Read Gallery, Londres (Angleterre)
- Outdoor Group Exhibition - Parc thermal Le Fayet, Saint-Gervais (France)
- Je vous écris d’un pays lointain - Galerie des Hospices, Canet en Roussillon (France)
- Collection Day - RNG Art Contemporain - Paris (France)

2017
- Art Karlsruhe 2017 - Die Galerie - Rheinstetten (Allemagne)
- Puls'Art - Parc du Tessé, Le Mans (France)
- Mark Hachem Gallery, Beyrouth (Liban)
- M'dina Cathedral Contemporary Art Biennale - La Valette (Malte)

2018
- Joburg Art Fair - Everard Read Gallery - Johannesburg (Afrique du Sud)
- Galerie Christine Colon - Liege (Belgique)
- Beirut Art Fair - Avec Sud Gallery, Beyrouth (Liban)

2019
- Masterpiece Art Fair - Everard-Read Gallery, Londres (Angleterre)
- Galerie des Hospices, Canet-en-Roussillon (France)
- Die Galerie, Frankfurt (Allemagne)

## Commissions et collaborations
- Création de couvertures de livres : 
  - Rapport 93 d’Amnesty International, éd. Francophones, Ejay, France.
  - Giallo Tondo, P. Rigoni, éd. Mobydick, Faenza, Italie, 1996.
  - Short French Stories: Essays on the Short Story in France in the Twentieth Century, éd. J.E. Flower, University of Exeter, Angleterre, 1998.
- 1994 : Création d’étiquette pour le Château Haut-Canteloup, vin du Médoc
- 1995 : Création de Traces, service de table réalisé en porcelaine de Limoges par "1000 Soleils éditions"
- Création et suivi de réalisation de plusieurs espaces contemporains, habitations et ateliers, conçus comme de la sculpture à habiter
- Alice Alianca : Créations d’objets pour la maison (vases, luminaires, sculptures…) et de linge de maison
- Durant toute l'année 2000 : accompagnement du Champagne Nicolas Feuillatte sur le thème du « Temps » : créations d’étiquette, peintures, cartes de vœux, affiches, objets, menus…
- Noël 2000 , magasin Au Bon Marché :
  - Création de quatre sacs peints, constituant une œuvre en puzzle
  - Installation définitive du bronze monumental La Pourvoyeuse à l'entrée du magasin

### Filmographie
- Bulles d’Artistes de Zabou Breitman, 2014. Film réalisé à l'occasion de la  célébration des 15 ans de collaborations entre le Champagne Nicolas Feuillatte et les artistes qui se sont succédé depuis 1999.
- 4 Mo(vies), série de quatre films présentant deux expositions institutionnelles, la création en direct de la sculpture monumentale La Grande Famille et la création en direct d’une œuvre peinte sur papier.
- Guy Ferrer, un chemin initiatiquede Laurie-Salomé Cubaynes. Film réalisé en 2017 à l'occasion de l'exposition retrospective au jardin des plantes des Capellans à Saint-Cyprien (France).
- "Guy Ferrer, de la matière à l'Esprit de Régine de Lapize et Christophe Soupirot, 2018.